# Labropsis micronesica
Labropsis micronesica es una especie de peces de la familia Labridae en el orden de los Perciformes.

## Morfología
Los machos pueden llegar alcanzar los 12 cm de longitud total.

## Distribución geográfica
Se encuentran en las Islas Carolinas, las Islas Marianas e Islas Marshall.